# Tayammum

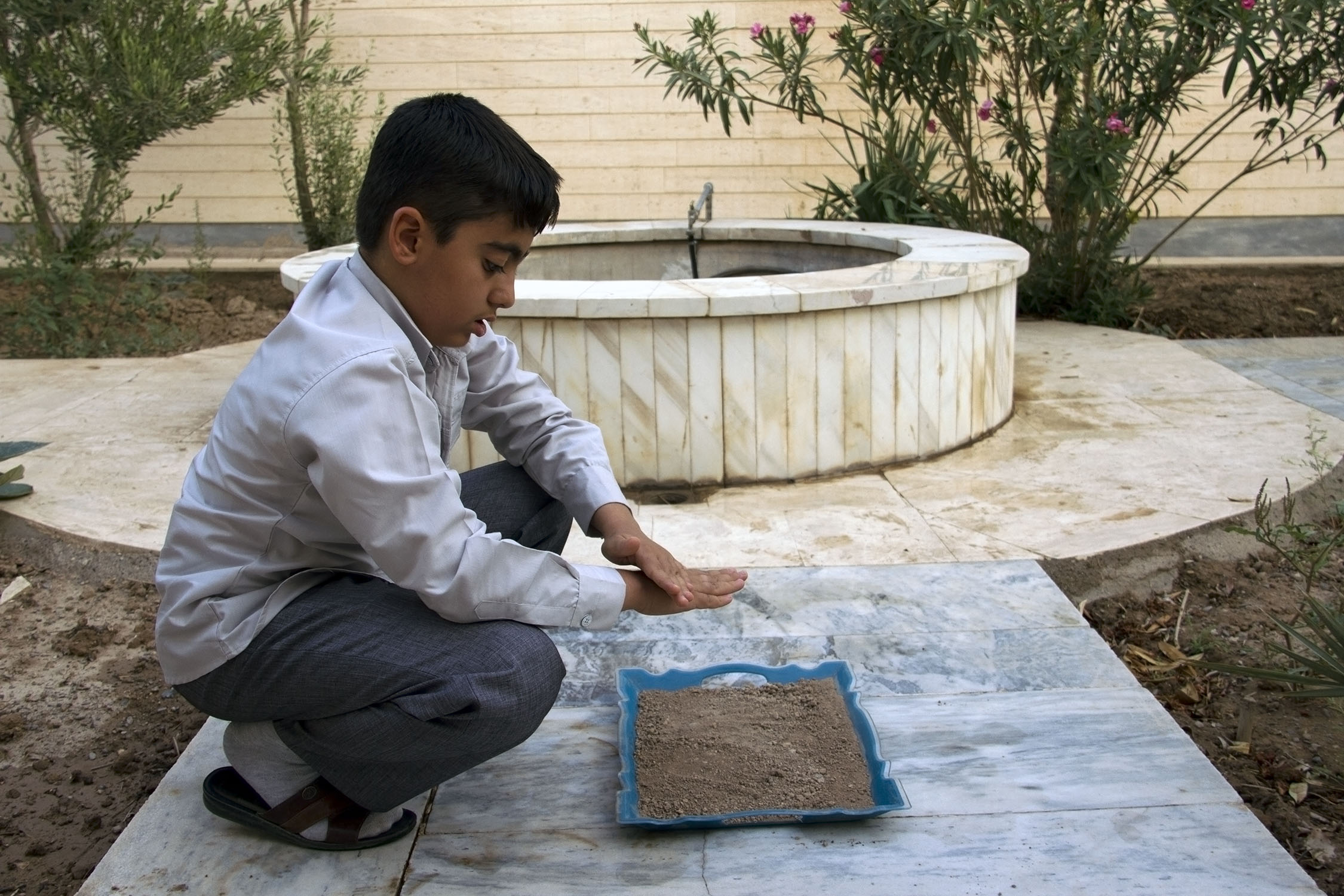

Il tayammum (dall'arabo ﺗﻴﻤﻢ) è la pulizia che, in assenza d'acqua, permette al musulmano di conseguire lo stato di purità rituale.

## Modalità
Dal momento che ogni atto legale deve essere adempiuto in stato di purità rituale, il musulmano ha l'obbligo di pulirsi il corpo parzialmente (col wuḍūʾ) o totalmente (con il ghusl), ma non in ragione ai peccati (minori o maggiori) come si potrebbe pensare. Dipende piuttosto se il musulmano sia o meno in stato di impurità minore (ad esempio, dopo essere andato in bagno) o maggiore (come dopo un'eiaculazione o per il ciclo mestruale). Senza la purità rituale e l'espressione della propria retta volontà di procedere all'assolvimento del suo obbligo, l'atto di legge non avrebbe infatti alcuna validità.
In mancanza di acqua (o neve), vi è la possibilità di ricorrere a elementi inerti e non sudici (pietre, intonaco murale, sabbia, polvere) per un lavacro che trova un perfetto corrispettivo nella lustratio pulveralis dei Latini.